# Ahigal de los Aceiteros
Ahigal de los Aceiteros là một đô thị ở tỉnh Salamanca, phía tây Tây Ban Nha, cộng đồng tự trị Castile-Leon.
Đô thị này có diện tích 27,93 km² (10,8 mi²), nằm ở khu vực có độ cao 633 m (2.077 ft). Dân số (điều tra của INE năm 2008) là 159 người với mật độ 5,69/km² (14,7/mi²).

## Biến động dân số
Biến động dân số Ahigal de los Aceiteros trong thế kỷ 20.